# LGBT práva v Kazachstánu

Duhová mapa Kazachstánu

Lesby, gayové, bisexuálové a transsexuálové (LGBT) v Kazachstánu čelí právním problémům a diskriminaci, se kterými se většinová populace nepotýká. Mužský i ženský stejnopohlavní styk je v Kazachstánu legální, ale stejnopohlavní páry žijící ve společné domácnosti nemají stejnou právní ochranu, jaké se těší různopohlavní páry.
V r. 2009 Kazachstán spolu-podpořil opoziční stanovisko k Deklaraci Spojených národů, co se týče sexuální orientace a genderové identity.[zdroj?]

## Zákony týkající se stejnopohlavní sexuální aktivity
Mužská i ženská sexuální aktivita je v Kazachstánu legální od r. 1998. Věk způsobilosti k pohlavnímu styku je stanoven na 16 let. Před touto novelizací kazašský trestní zákoník trestal dle § 104 anální sex. Tato legislativa vycházela ze sekce 121 Trestního zákoníku Sovětského svazu, který kriminalizoval anální pohlavní styk mezi muži.

## Stručný přehled
LGBT osoby v Kazachstánu čelí diskriminaci a předsudkům na základě jejich sexuální orientace nebo genderové identity v rámci běžného života. Negativní postoje vůči LGBT osobám jako je ostrakizace, posměch a násilí, mají často špatný vliv na psychické a duševní zdraví. Ze strachu, aby se vyhnuli nebezpečí ze strany společnosti neschvalující jejich odlišný životní styl, mnoho LGBT lidí drží svojí sexuální orientaci nebo genderovou identitu v tajnosti před vesměs všemi lidmi v jejich životě. Většina považuje za nezbytné tajit jejich sexuální orientaci nebo genderovou identitu zejména na pracovišti, aby neztratili místo, nebo případně neztratili dobré vztahy se zaměstnavateli a kolegy. Snahy o veřejnou publikaci homofobního a transfobního násilí se často setkávají s odporem a nepřátelství ze strany úřadů.
Mezinárodní studie Chicagské univerzity z roku 2011 došla k závěru, že akceptace LGBT osob je buď pomalejší nebo mnohem odlišnější v Rusku a dalších postsovětských republik v porovnání se světem.

## Životní úroveň

Duhová vlajka Kazachstánu

| Legální stejnopohlavní styk                                                             | (1998) |
| Stejný věk legální způsobilosti k pohlavnímu styku pro obě orientace                    | (1998) |
| Anti-diskriminační zákony v zaměstnání                                                  | No     |
| Anti-diskriminační zákony v přístupu ke zboží a službám                                 | No     |
| Anti-diskriminační zákony v ostatních oblastech (homofobní urážky, zločiny z nenávisti) | No     |
| Stejnopohlavní manželství                                                               | No     |
| Jiná forma stejnopohlavního soužití                                                     | No     |
| Adopce dítěte partnera                                                                  | No     |
| Společná adopce stejnopohlavními páry                                                   | No     |
| Gayové a lesby mohou otevřeně sloužit v armádě                                          | No     |
| Možnost změny pohlaví                                                                   | Yes    |
| Přístup k umělému oplodnění pro lesbické ženy                                           | No     |
| Náhradní mateřství pro gay páry                                                         | No     |